# التوريد المستدام
أثرت عولمة سلاسل التوريد والضغط من أجل خفض تكاليف الإنتاج سلبًا على البيئات والمجتمعات في جميع أنحاء العالم، وخاصة في الدول النامية حيث يتزايد إنتاج السلع ذات الطلب المرتفع. نما الوعي بهذه الآثار السلبية منذ تسعينيات القرن العشرين، ما دفع أصحاب المصلحة إلى الضغط على الشركات لتحمل المسؤولية والعمل بنشاط على تحسين استدامة سلاسل التوريد الخاصة بها. أصبح من المفهوم أن استدامة الشركة مرتبطة ارتباطًا وثيقًا باستدامة بداية سلسلة التوريد الخاصة بها، ما أدى إلى الحاجة إلى التوريد المستدام. يشير التوريد المستدام إلى إدراج معايير اجتماعية وبيئية واقتصادية في عملية التوريد.

## خلفية
يجذّر مفهوم التوريد المستدام أصوله في مفهوم المسؤولية الاجتماعية للشركات، الذي اكتسب شعبية في الولايات المتحدة خلال سبعينيات القرن العشرين وعلى الصعيد الدولي في تسعينيات القرن ذاته. تطورت المسؤولية الاجتماعية للشركات على مر الزمن من استراتيجية قائمة على العمل الخيري للاستجابة لاهتمامات المستهلكين، إلى عملية صنع قرار تأخذ بعين الاعتبار الجوانب المختلفة لتأثيرات الشركة. أصبحت المسؤولية الاجتماعية للشركات تضم المسؤولية البيئية في تسعينيات القرن العشرين مع طرح جون إلكينغتون لمفهوم «المحصلة النهائية الثلاثة» الذي سلط الضوء على مسؤولية الشركات تجاه البيئة، إضافةً إلى مسؤولياتها الاقتصادية والاجتماعية. أصبحت الاستدامة موضوعًا مهمًا بالنسبة لمعظم المؤسسات، منذ طرح مفهوم المحصلة النهائية الثلاثية.
تمكنت الشركات في الماضي -في كثير من الأحيان- تجنب المساءلة عن الممارسات غير المستدامة وغير الأخلاقية داخل سلاسل التوريد الخاصة بها، طالما اعتُبرت ممارساتها الداخلية مستدامة. ومع ذلك، ساهمت فضائح سلسلة التوريد مثل عمالة الأطفال في مصانع نايك في تسعينيات القرن العشرين، واستخدام طلاء الرصاص السام في ألعاب ماتيل في أوائل العقد الأول من القرن الحادي والعشرين، وانهيار مصنع مرتبط بشركة بريمارك في بنغلاديش في الآونة الأخيرة، في زيادة الوعي بالسلوكيات غير المستدامة لسلسلة التوريد. أجبر ضغط أصحاب المصلحة الشركات على البدء في تحمل المسؤولية عن تحسين الاستدامة إلى ما هو أبعد من المستوى التنظيمي. تُحمّل الشركات مسؤولية استدامة شركائها في سلسلة التوريد، إضافةً إلى استدامة مؤسساتها المباشرة، لذا أصبح من المفهوم أن الشركة لا تكون مستدامة إلا بقدر استدامة مورديها.

## تعريف التوريد المستدام
يمكن تعريف التوريد المستدام بأنه الحصول على المواد والمنتجات والخدمات التي تحتاجها المنظمة من مورديها بطريقة مسؤولة اجتماعيًا وصديقة للبيئة، مع الحفاظ على جدوى اقتصادية سليمة.

### مسؤول بيئي
تؤثر أنشطة سلسلة التوريد على البيئة بشكل رئيسي بطريقتين: استنفاد الموارد الطبيعية و/أو إنتاج ملوثات ضارة. لهذه التأثيرات تداعيات أخرى على العالم الطبيعي، ما يؤدي إلى فقدان التنوع البيولوجي وتدمير الموائل وتدهور التربة وتعطل الدورات الطبيعية. يمكن للشركة بغية تخفيف هذه التأثيرات وتحقيق عنصر «المسؤولية البيئية» في التوريد المستدام، اتخاذ خطوات مثل مطالبة الموردين باستخدام مواد معينة، وتقييم معايير بيئية مختلفة عند اختيار الموردين.

### مسؤول اجتماعي
لا تقتصر أنشطة سلاسل التوريد على الجانب المادي فحسب، بل لها بعد اجتماعي أيضًا. تقصر الشركات غالبًا في ضمان المعاملة العادلة وظروف العمل الآمنة للعمال، خاصةً في البلدان النامية حيث يُنتج جزء كبير من السلع والبضائع. للآثار البيئية المذكورة سابقًا آثار أيضًا على صحة ورفاهية المجتمعات. يمكن للشركة بغية تخفيف هذه التأثيرات وتحقيق عنصر «المسؤولية الاجتماعية» في التوريد المستدام، اتخاذ خطوات مثل فرض معايير العمل على الموردين، وتقييم العديد من المعايير الاجتماعية عند اختيار الموردين.

### سليم اقتصادي
تركز ممارسات التوريد التقليدية على الحصول على أفضل منتج بجودة ممكنة وبأكثر سعر معقول، مع إيلاء القليل من الاهتمام لتأثيرات إنتاج مثل هذا المنتج. يتطلب التوريد المستدام في المقابل من الشركات الوفاء بمعايير بيئية واجتماعية عالية مع الاستمرار في تقديم قيمة اقتصادية جيدة بتكلفة تنافسية.

## ضمان الاستدامة
يعد التوريد المستدام اتجاهًا متناميًا في العديد من الصناعات، وكذلك استخدام معايير الاستدامة والشهادات لتعزيز قياس تقدُّم الممارسات المستدامة.
معايير الاستدامة الطوعية
شهد تنظيم الممارسات التجارية العالمية تحولًا كبيرًا من القطاع الحكومي إلى القطاع الخاص، إذ تحملت الشركات مسؤولية أكبر تجاه المستهلكين والمجتمع ككل. طُورت العديد من معايير الاستدامة منذ سبعينيات القرن العشرين، مع استمرار ظهور معايير جديدة.
تتمثل معايير الاستدامة الطوعية في التزامات اختيارية تتبناها الشركات لتعزيز الاستدامة على امتداد سلسلة القيمة بأكملها، والتي وضعت على المستوى المحلي أو الوطني أو الدولي من قبل منظمات من القطاعين العام والخاص. يُنظر إليها على أنها تطوّرت كجزء من هذا التحول التنظيمي. عرّفت من قبل منتدى الأمم المتحدة بشأن معايير الاستدامة على النحو التالي:
«المتطلبات التي يجوز طلب استيفائها من المنتجين أو التجار أو المصنعين أو تجار التجزئة أو مقدمي الخدمات، والتي تتعلق بمجموعة واسعة من معايير الاستدامة، بما في ذلك احترام حقوق الإنسان الأساسية، وصحة العمال وسلامتهم، والآثار البيئية للإنتاج، والعلاقات المجتمعية، وتخطيط استخدام الأراضي، وغيرها».
يمكن أن تختلف معايير الاستدامة الطوعية بعدة طرق بما في ذلك الجهات الفاعلة/أصحاب المصلحة المعنيين، وآليات وأطر التنظيم، والاستراتيجيات، والمحتوى، والنطاق. فيما يلي الأنواع الرئيسية لمعايير الاستدامة الطوعية:

### ترخيص حكومي اختياري
تلتجئ العديد من الحكومات إلى معايير الاستدامة الطوعية، أو تشرع في استخدامها لتعزيز النمو الأخضر. يُحتمل أن يؤدي استخدام الحكومات لمعايير الاستدامة الطوعية في البلدان النامية إلى زيادة فرص دخول السلع والخدمات المصدرة إلى الأسواق. يمكن أن يكون استخدام الحكومات لمعايير الاستدامة الطوعية في البلدان المتقدمة مفيدًا في إدارة وتقليل التكاليف البيئية والاجتماعية المرتبطة عادة بالسلع المستوردة. يمكن أن يكون استخدام الحكومات لمعايير الاستدامة الطوعية حجرًا أساس في الحالات التي يصعب فيها تطبيق التراخيص الإلزامية.
من الأمثلة على الترخيص الحكومي الاختياري التي يقودها القطاع العام هو علامة النظام العضوي الوطني في الولايات المتحدة. يوفر هذا النظام فوائد اجتماعية وبيئية على حد سواء. يرى المزارعون الذين يختارون الترخيص أرباحًا أعلى، إذ أن المستهلكين على استعداد لدفع علاوة قدرها حوالي 30% على الأغذية العضوية، وتستفيد البيئة من انخفاض التلوث وزيادة التنوع البيولوجي المرتبط بممارسات الزراعة العضوية.